# Anacronicta moupenensis
Anacronicta moupenensis är en fjärilsart som beskrevs av John Henry Leech 1900. Anacronicta moupenensis ingår i släktet Anacronicta och familjen Pantheidae. Inga underarter finns listade i Catalogue of Life.